# Сент-Агат-де-Мон
Сент-Агат-де-Мон (фр. Sainte-Agathe-des-Monts)  — місто у провінції Квебек (Канада), у адміністративному регіоні Лорантиди.
Назване на честь Святої Агати. Буквальне значення назви — «Свята-Агата-у-Горах», оскільки регіон справді гірський.
З кінця XIX століття містечко було популярним курортом, зокрема для мешканців Монреалю.
Це, зокрема, одне з небагатьох місць довоєнного Квебеку, де євреї мали змогу придбати дачу (у багатьох інших місцях власники домовлялися поміж собою здавати чи продавати будинки лише християнам). Тому саме тут відбувається частина дії роману Мордехая Ріхлера англ. The Apprenticeship of Duddy Kravitz.